# Кручёных, Аркадий Васильевич
Аркадий Васильевич Кручёных (24 апреля 1906, село Темирязево, Старооскольский уезд, Курская губерния, Российская империя — 28 марта 1989, Москва, СССР) — советский военно-морской деятель, контр-адмирал Военно-морского флота СССР (1949), кандидат военно-морских наук (1957), доцент, участник Испанской, советско-финской и Великой Отечественной войн.

## Биография
Аркадий Васильевич Кручёных родился 24 апреля 1906 года в селе Темирязево (ныне — Старооскольский район Белгородской области) в семье фельдшера. В октябре 1923 года он был призван на службу в Военно-морской флот СССР. В 1930 году окончил Военно-морское училище имени М. В. Фрунзе, в 1931 году — артиллерийский класс Специальных курсов командного состава ВМС РККА, в 1939 году — Военно-морскую академию, в 1953 году — военно-морской факультет Высшей военной академии имени К. Е. Ворошилова. Служил на кораблях Черноморского флота. Участвовал в гражданской войне в Испании, будучи начальником штаба флота Северной Испании. Участвовал в боях советско-финской войны в должности командира эсминца «Володарский» Балтийского флота.
В начале Великой Отечественной войны — в оперативном управлении Главного штаба ВМФ СССР.
В 1942—1944 гг. — заместитель начальника штаба Северного флота.
В 1944 г. — начальник штаба — заместитель командующего Ладожской военной флотилией. За успешное проведение силами и средствами Ладожской военной флотилии во взаимодействии с войсками Карельского фронта Тулоксинской десантной операции был награжден Орденом Нахимова 1-й степени (порядковый номер награждения — 2).
В послевоенный период продолжал службу на ответственных командных должностях в Военно-Морском флоте:
— в 1945—1947 гг. — заместитель командующего и командующий (с 1946 г.) Рижским морским оборонительным районом — главный морской начальник Риги;
— в 1947—1949 гг. — командующий Беломорской военной флотилией;
— в 1949—1951 гг. — командующий Камчатской военной флотилией.
После окончания в 1953 г. Академии Генерального штаба Вооруженных Сил СССР и вплоть до увольнения в запас в 1969 году — на профессорско-преподавательской работе Академии Генерального штаба в качестве начальника кафедры, заместителя начальника кафедры и старшего преподавателя оперативного искусства ВМФ.
С 1984 г. — заместитель председателя Испанской секции Советского комитета ветеранов войны.
Проживал в Москве. Умер 28 марта 1989 года, похоронен на Кунцевском кладбище Москвы.
Был награждён орденом Ленина, четырьмя орденами Красного Знамени, орденом Красной Звезды, орденом Нахимова 1-й степени, двумя орденами Отечественной войны 1-й степени, а также рядом медалей, знаком «50 лет пребывания в КПСС» и именным оружием.

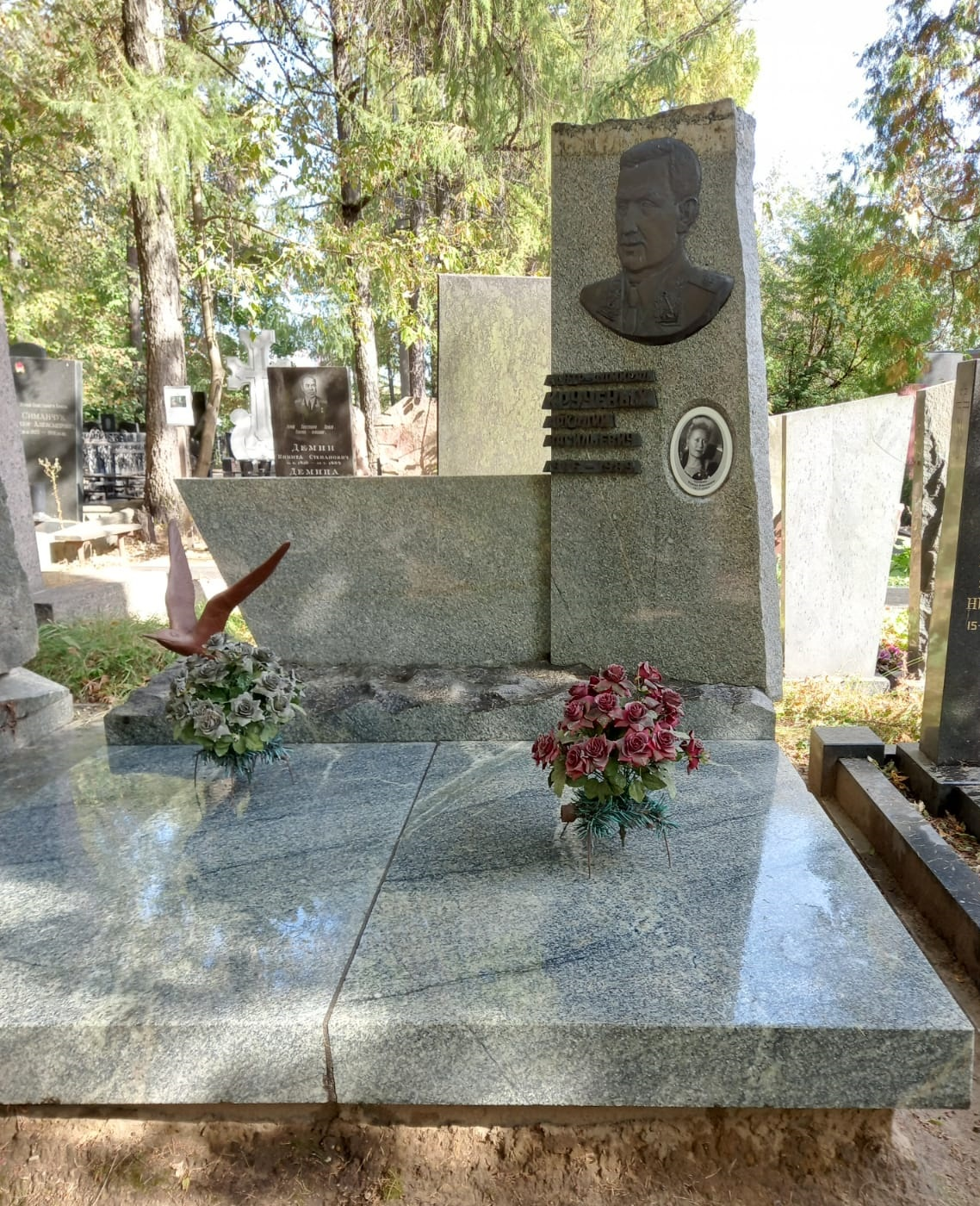
Могила контр-адмирала Кручёных А. В. на Кунцевском кладбище Москвы